# Kenneth Cranham
Kenneth Cranham (Dunfermline, Fife, 12 de diciembre de 1944) es un actor de cine, televisión y teatro británico más conocido por su papel del desquiciado Dr. Philip Channard en la película de terror Hellbound: Hellraiser II.

## Biografía
Cranham nació en Dunfermline, Fife, Escocia, como hijo del funcionario inglés Ronald Cranham y de Margaret McKay Cranham (nacida Ferguson). Asistió a la Royal Academy of Dramatic Art (RADA) en Londres, donde se graduó. 
En 1980, fue protagonista de la popular serie de comedia dramática Shine on Harvey Moon. También apareció en películas como Layer Cake, Gangster No. 1, Rome y Oliver, entre otras. Sus numerosos créditos teatrales incluyen las producciones del West End Theatre Loot, An Inspector Calls, El rufián en la escalera, The Birthday Party y Gaslighting (en el Old Vic). Más recientemente apareció como el Rey Henry, el padre de la Princesa Flor, la esposa del Rey Stephan y la madre de la Princesa Aurora, la Bella Durmiente, en la película Maléfica.
En 1974 se casó con la actriz Diana Quick pero se divorciaron cuatro años más tarde, en 1978. Tiene dos hijas: Nancy, con la actriz Charlotte Cornwell, y Kathleen con su segunda esposa, la actriz Fiona Victory.

## Filmografía

### Películas
- Official Secrets (2019)
- Mr. Jones (2019)
- Maléfica (2014)
- The Legend of Hercules (2014)
- Circuito cerrado (2013)
- Valkyrie
- Hot Fuzz
- Hellbound: Hellraiser II
- Layer Cake
- Trauma
- A Good Year
- Blackball
- Man Dancin'
- Bed of Roses
- Shiner
- Gangster No. 1
- Kevin & Perry Go Large
- Women Talking Dirty
- Deep in the Heart
- RPM
- The Boxer
- Hellbound: Hellraiser II
- Chocolat
- Under Suspicion
- Tale of a Vampire
- Timeslip
- Stealing Heaven
- Robin and Marian
- Up Pompeii!
- Oliver! (1968)
- Two Men Went to War
- Fratello Sole, sorella Luna
- Made in Dagenham

### Televisión
- Panto!
- Hustle
- Sinking of the Lusitania: Terror at Sea
- Doc Martin Christmas Special
- The Line of Beauty
- The Lavender List
- Rome
- The Genius of Mozart
- Sparkling Cyanide
- Killing Hitler
- Pollyanna
- Inspector Morse: The Wolvercote Tongue
- Dickens
- Dalziel and Pascoe
- Kavanagh QC
- Heartbeat
- Lovejoy
- NCS: Manhunt
- The Murder of Stephen Lawrence
- On Dangerous Ground
- Oranges Are Not the Only Fruit
- Our Mutual Friend
- Royal Celebration
- Rules of Engagement
- Dead Man's Folly
- Brideshead Revisited
- The Merchant of Venice
- Shine on Harvey Moon
- Danger UXB
- Casualty
- Chimera
- Reilly, Ace of Spies
- Night Flight (2002) (telefilme)
- Merlin (2008)
- Falcón (2012)
- Crimen en el paraíso (2013)
- In the Flesh (2013-2014)
- 37 Days (2014)
- The White Princess (2017)